# Ignacio de Luzán
Don Ignacio de Luzán Claramunt de Suelves y Gurrea est un poète et critique espagnol, né à Saragosse, le 28 mars 1702, mort le 19 mai 1754. 

## Biographie
Enfant son père le conduit en Italie, où il reçoit une excellente éducation dans les écoles de Milan, de Palerme et de Naples. Il restera en Italie, pendant dix-huit ans, où il sera admiratif des poètes italiens qui se distinguent à cette époque, comme Maffei et  Métastase. Il revient à Monzón (Espagne) en 1733, avec une excellente instruction puisqu’il saura parler et écrire couramment le français et l'italien. Des affaires de famille le maintienne quelque temps en Aragon ; mais un homme de savoir ne peut que se distinguer. En Italie et en Sicile, il avait déjà publié des vers en italiens et en français. Il traduit en espagnol Anacréon, Sapho, Musée, arrange des drames de Scipione Maffei, de Nivelle de La chaussée, de Pietro Metastasio pour le théâtre espagnol, écrit un grand nombre de poèmes, et un drame  La Vertu honorée qui sera représentée à Saragosse.

## Œuvre
Ses poèmes ne seront que partiellement édités, mais ses Odes sur la conquête d'Oran furent très admirées par ses amis. Ses compositions le feront connaître du pouvoir qui, en 1747, le nomme secrétaire à l’ambassade de Paris. Il représentera son pays à la cour de France pendant trois ans, et profitera pour relater et écrire les "Memorias literarias de París" (Mémoires littéraire de Paris). De retour en Espagne, il continuera de jouir de la confiance du roi, qui lui donnera une fonction importante au gouvernement, qu'il n'assumera jamais puisqu'il mourra subitement.